# Flickan som älskade Tom Gordon
Flickan som älskade Tom Gordon (eng. The Girl Who Loved Tom Gordon) är en roman skriven i skräck- och äventyrsgenren 1999 av Stephen King. I Sverige utgavs den 2000 av förlaget Bra Böcker i översättning av Tove Janson Borglund. År 2004 kom den ut som popup-bok designad av Kees Moerbeek och illustrerad av Alan Dingman.

## Handling
Broschyren hade talat om en medel till halvsvår knappt milslång sträcka av Appalacherleden mellan Maine och New Hampshire, där nioåriga Trisha McFarland skulle tillbringa lördagen med sin storebror Pete och sin nyskilda mamma. När hon viker av från leden för att slippa höra deras eviga gräl, och sen försöker komma ifatt dem via en genväg i skogen, hamnar Trisha allt djupare in i vildmarken. Trisha har bara sitt eget lokalsinne att gå efter, bara sin egen uppfattningsförmåga som skydd mot naturen, bara sitt eget mod och den egna tilliten som vapen mot den tilltagande skräcken. Till tröst har hon sin freestyle, där hon rattar in basebollklubben Boston Red Sox matcher och lyssnar till hur hennes hjälte, nummer 36 Tom Gordon, räddar hem matcherna med sina avslut. och när mottagningen börjar bli svag tar Trisha till fantasin. Tom Gordon går bredvid henne i skogen - det blir hennes enda chans att klara sig.
Detta är en klassisk äventyrsberättelse som griper och skakar om. Trishas kamp mot vildmarken växer till en metaforisk envig mellan uppgivenhet och förtröstan, kaputilation och livsmod. Det är en grym saga som lyses upp av den lilla flickans okuvliga mod.

## Om boken
Enligt Stephen King finns det en basebollspelare med namnet Tom Gordon i verkligheten, men karaktären i boken är bara löst baserad på honom. Boken innehåller även många kulturella och mytologiska teman. Varelsen som förföljer Trisha, "The God of the Lost", är väldigt lik Wendigo, en demon som enligt vissa indianer bor i de nordöstra skogarna i USA och Kanada. Wendigo sägs plåga människor som gått vilse i skogen innan han - eventuellt - äter upp dem. 
Under 2006 skrevs ett manus för filmatisering men planerna blev aldrig till något. Det var tänkt att George A. Romero skulle regissera filmen. 
I augusti 2019 återupptogs projektet, med Romeros produktionsbolag fortfarande knutet till det. Involverade parter i den nya produktionen är Chris Romero som producent, Det-producenten Roy Lee, Jon Berg från Vertigo Entertainment och Ryan Silbert från Origin Story. Produktionsbolaget är Sanibel Films, Chris Romeros och hennes avlidne make George Romeros produktionsbolag. Vid tillkännagivandet den 21 augusti 2019 hade en författare eller regissör ännu inte sagts. Andrew Childs fungerar som verkställande producent. Den 16 november 2020 tillkännagavs att Lynne Ramsay hade valts att regissera filmen. 